# Filolau
Filolau (grec antic: Φιλόλαoς, Philólaos; Crotona, vers 480 aC) fou un matemàtic i filòsof pitagòric grec.

## Vida
Menó i Diògenes Laerci digueren que va néixer a Crotona, tot i que d'altres com Aristoxen de Tàrent digué que nasqué a Tarent. Visqué algun temps a Heraclea i a Tebes. Fou una figura rectora d'una comunitat que adaptava elements pitagòrics a Fliünt, prop de Corint. Plutarc el fa contemporani de Sòcrates i Demòcrit. Fou deixeble de Pitàgores. Laerci esmenta com a deixebles seus Fantó de Fliünt, Xenòfil, Equècrates, Diocles, Polimnest de Fliünt i Eurit, i diu que morí a Crotona per afavorir la tirania.

## Pensament
La tesi principal del seu sistema filosòfic es basa en dos conceptes: "limitador" i "il·limitat", a partir dels quals analitza la resta de conceptes. Arriba a la conclusió que no tots els éssers són o bé limitadors o bé il·limitats, per tant deuen haver éssers compostos per tots dos. El nombre és també una part fonamental del seu pensament en el sentit que si els éssers no són comptables, no podem pensar-los ni conèixer-los. En aspectes del seu pensament, s'ha vist una línia relacional no sols amb Pitàgores sinó també amb Parmènides. Pel que fa a les seves reflexions escèptiques respecte al coneixement humà, segueix la tradició representada per Xenòfanes, Heraclit i Alcmeó.
Filolau va participar i va desenvolupar la cosmologia pitagòrica entenent un univers regular, predible i aritmètic, en el qual giren planetes i astres en harmonia. Entre aquests, apareix la Terra, que gira en una òrbita circular, per la qual cosa apareix dotada de moviment, a diferència dels universos dels jonis. A més, va explicar el moviment diürn de la Terra sobre la base del gir entorn d'un punt central fix en l'espai, idea que va influir, per exemple, en un contemporani seu: el rapsode Leurípides de Calamata. Per a Filolau, el cosmos està format per un foc central, anomenat Hestia, i nou cossos que giren al seu al voltant: Antichton, la Terra, la Lluna, el Sol (esfera de cristall que reflecteix el foc central), els cinc planetes observables i l'esfera de les estrelles fixes (o sigui, la volta celeste que engloba els astres anteriors). Per aquesta concepció de l'organització celeste, se l'ha considerat precursor de Nicolau Copèrnic.

## Obres
Va escriure una obra sobre filosofia pitagòrica en tres llibres i fou el primer autor que va escriure sobre la filosofia de Pitàgores. El primer llibre portava el títol de τὸ πρῶτον Φυσικόν, el segon Περὶ φύσεως i el tercer ἐν τῷ περὶ ψυχῆς.